# Паровая пушка Леонардо да Винчи
Паровая пушка Леонардо да Винчи или Архитронито (итал. Architronito) — паровая пушка, описанная итальянским художником и изобретателем Леонардо да Винчи в конце 15 века. Он приписывает изобретение Архимеду в 3 веке до нашей эры.

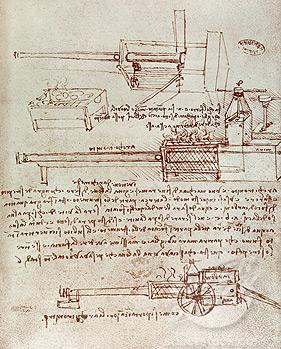
Рисунок паровой пушки.

Описание паровой пушки было спрятано среди бумаг Леонардо до тех пор, пока оно не было обнаружено Этьеном-Жаном Делеклюзом из Французского института в 1838 году и опубликовано в журнале «L'Artiste» в 1841 году, намного позже того, как была изобретена современная паровая машина.

## Описание
Обычная дульнозарядная пушка должна иметь прочную металлическую трубку, соединяющую вентилируемый конец, где обычно размещается взрыватель, с медным котлом, оканчивающимся ниже уровня воды внутри, но описывающим над ним перевернутую букву U наподобие сифона.  Огонь древесного угля нагревал вентилируемый конец пушки и котел так, что металл конца пушки раскалялся докрасна, а котел бурно кипел. Пар будет выходить из котла через отверстие с навинченной резьбой, чтобы не было повышения давления. Для стрельбы из пушки в отверстие котла плотно вкручивалась крышка, что вызывало немедленное повышение давления пара в котле. Это заставило бы кипящую воду по сифонной трубке попасть в основание пушки.  Здесь он соприкоснется с раскаленными стенками пушки и вспыхнет паром, давление внезапного выброса пара вытолкнет ядро из дульного среза.